# Казийак (Од)
Казийа́к (фр. Cazilhac) — коммуна во Франции, находится в регионе Лангедок — Руссильон. Департамент коммуны — Од. Входит в состав кантона Восточный Каркасон. Округ коммуны — Каркасон.
Код INSEE коммуны — 11088.

## Население
Население коммуны на 2008 год составляло 1602 человека.
| 1962 | 1968 | 1975 | 1982 | 1990 | 1999 | 2008 |
| ---- | ---- | ---- | ---- | ---- | ---- | ---- |
| 242  | 257  | 1178 | 1357 | 1384 | 1449 | 1602 |

## Экономика
В 2007 году среди 939 человек в трудоспособном возрасте (15—64 лет) 630 были экономически активными, 309 — неактивными (показатель активности — 67,1 %, в 1999 году было 65,5 %). Из 630 активных работали 574 человека (291 мужчина и 283 женщины), безработных было 56 (27 мужчин и 29 женщин). Среди 309 неактивных 82 человека были учениками или студентами, 144 — пенсионерами, 83 были неактивными по другим причинам.